# Ismaïl II
Abu-l-Walid Ismaïl (II) fou un rei musulmà de la dinastia nassarita de Granada, que va regnar efímerament durant deu mesos, el 1359-1360. Era fill de Yússuf I i de Maryam, una dona ambiciosa, que va moure els fils des de l'ombra d'una revolució.
L'agost de 1359 Abu-l-Walid Ismaïl va dirigir un cop d'estat de palau que va enderrocar al seu germanastre Muhàmmad V. Va tenir el suport del seu cosí i cunyat Abu Abd Al·lah Muhàmmad (després rei Muhàmmad VI), conegut a les cròniques cristianes com "el Bermejo", que estava casat amb una filla de Maryam i Yússuf I, el qual fou qui va prendre el palau per assalt, matant al ministre Ridwan, però Muhàmmad V no era a palau i es va poder refugiar a Guadix des d'on va fugir a Fes (novembre del 1359).
Era feble i desagradable i Ibn al-Khatib, el ministre principal, no hi simpatitzava. Aquesta debilitat i minsa popularitat fou aprofitada per Abu Abd Al·lah Muhàmmad "el Bermejo", que tenia el comandament de les forces militars, que el 24 de juny de 1360 el va fer matar i es va proclamar rei com a Muhàmmad VI.